# Peio Goikoetxea
Peio Goikoetxea Goiogana, nascido a 14 de fevereiro de 1992 em Ermua, é um ciclista espanhol que milita nas fileiras do conjunto Team Euskadi. Destacou como amador conseguindo vitórias como três etapas na Volta a Lérida, uma etapa da Volta a Portugal do Futuro, uma etapa da Volta a Segovia, e uma etapa da Volta a Leão. Estreiou como profissional em 2016 com a equipa Manzana Postobón Team.
Em meados de abril de 2018, começou a sentir-se mau em carreiras como o Tour de Finistère e o Tro Bro Leon. Em agosto, anuncia a sua retirada do ciclismo porque deviam retirar-lh o rin esquerdo devido a uma estenose (estreitamento de uma arteria). Finalmente pôde voltar à competição em 2019 com o conjunto Team Euskadi.

## Palmarés
- Ainda não tem conseguido nenhuma vitória como profissional